# Syntomernus shoreatus
Syntomernus shoreatus är en stekelart som beskrevs av Van Achterberg och Ng 2009. Syntomernus shoreatus ingår i släktet Syntomernus och familjen bracksteklar. Inga underarter finns listade i Catalogue of Life.